# Campagne livonienne d'Étienne Báthory
Campagne livonienne d'Étienne Báthory
La campagne de Livonie d'Étienne Báthory (aussi appelée la guerre russo-polonaise par les historiens polonais) a eu lieu entre 1577 et 1582, dans la phase finale de la guerre de Livonie. Les forces polono-lituaniennes dirigées par Étienne Báthory, roi de Pologne et grand-duc de Lituanie, ont combattu avec succès l'armée d'Ivan IV dit le Terrible, tsar de Russie, sur les territoires du duché de Livonie et de Polotsk. Les forces russes ont été expulsées de Livonie ; la campagne se conclut par la trêve de Jam Zapolski.

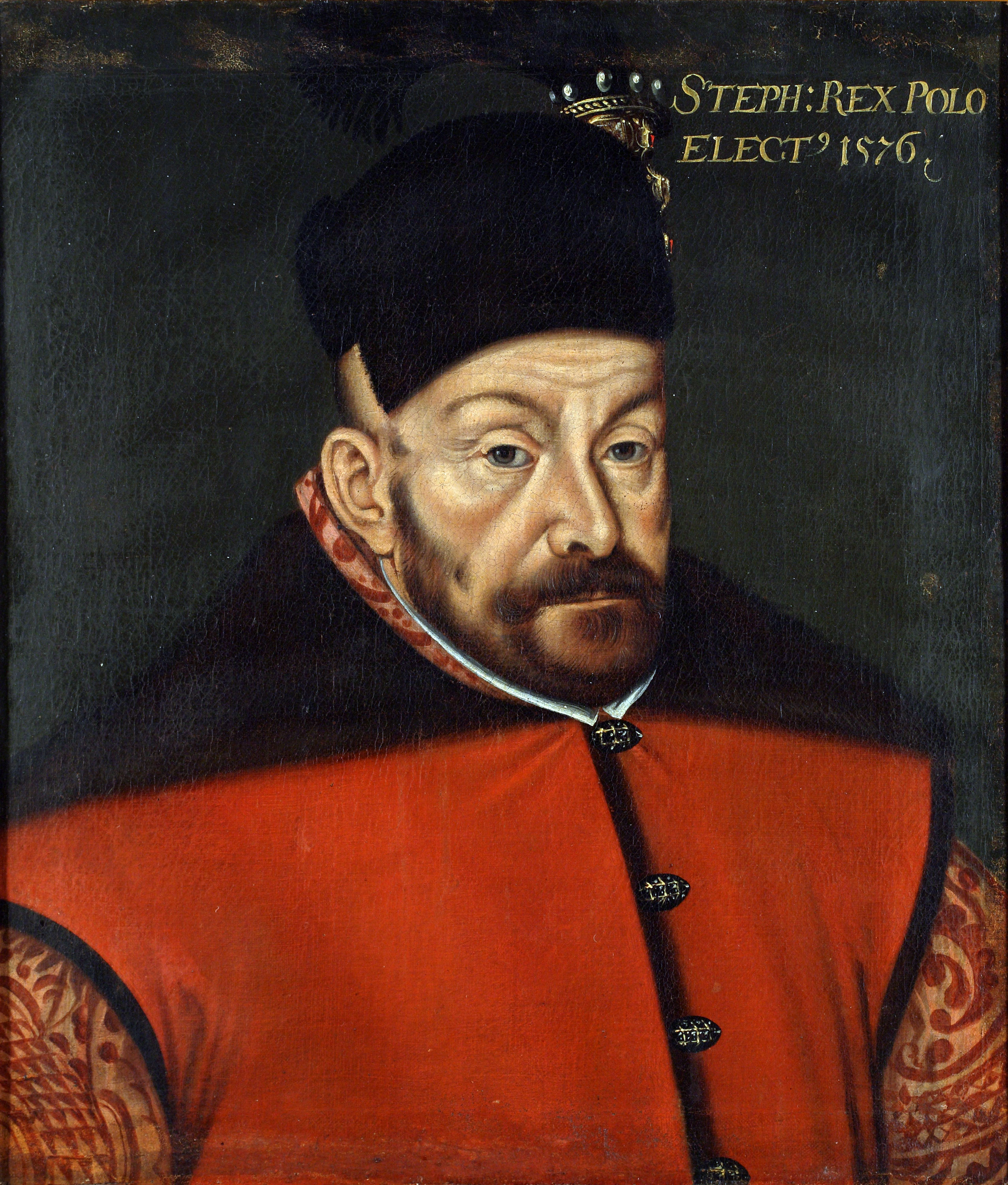
Portrait contemporain d'Étienne Báthory.

## Éléments contextuels
Dans la seconde moitié du XVIe siècle, plusieurs puissances, dont la Pologne, la Lituanie et la Russie, étaient engagées dans la lutte pour le contrôle des ports du sud de la mer Baltique (Dominium Maris Baltici). La guerre russo-lituanienne de 1558-1570, au cours de laquelle la Pologne a aidé la Lituanie (et en 1569 s'est unie à elle pour former la république des Deux Nations), s'est terminée de manière non concluante par une trêve de trois ans. La mort du roi polonais Sigismond II Auguste a créé une brève période au cours de laquelle le tsar Ivan IV de Russie a envisagé de se présenter à l'élection royale polonaise (voir Union polono-moscovite) ; mais c'est finalement le voïvode de Transylvanie Étienne Báthory qui est élu. Reprennent alors les hostilités entre la Pologne-Lituanie et la Russie.

## Événements de 1575-1577
En 1575, Ivan ordonne une attaque contre la Pologne et réussit à occuper certaines parties de la Livonie (notamment les villes de Salacgrīva et Pärnu). En 1577, les forces russes assiégèrent Tallinn, et une forte armée se concentre près de Pskov. Au même moment, les forces polonaises étaient retenues sur la rive ouest de la mer Baltique, en butte à la rébellion de Danzig. En juillet, la principale armée moscovite, forte d'environ 30 000 hommes, s'avance et part de Pskov, prenant Viļaka, Rēzekne, Dunebourg, Koknese, Gulbene et ravageant les environs. Une contre-offensive polonaise — connue sous le nom de première campagne de Báthory — débutée à l'automne, parvient à reprendre une partie de ces territoires.

## Événements de 1578
Des négociations ont lieu en 1578 et une trêve de trois ans est signée, laquelle sera ensuite rejetée par le roi Báthory, qui se prépare à une contre-offensive de plus grande ampleur. Dans le même temps, les forces polonaises et suédoises parviennent à arrêter la progression des forces moscovites lors des batailles de Wenden (1577-1578) (en).

## Événements de 1579-1580

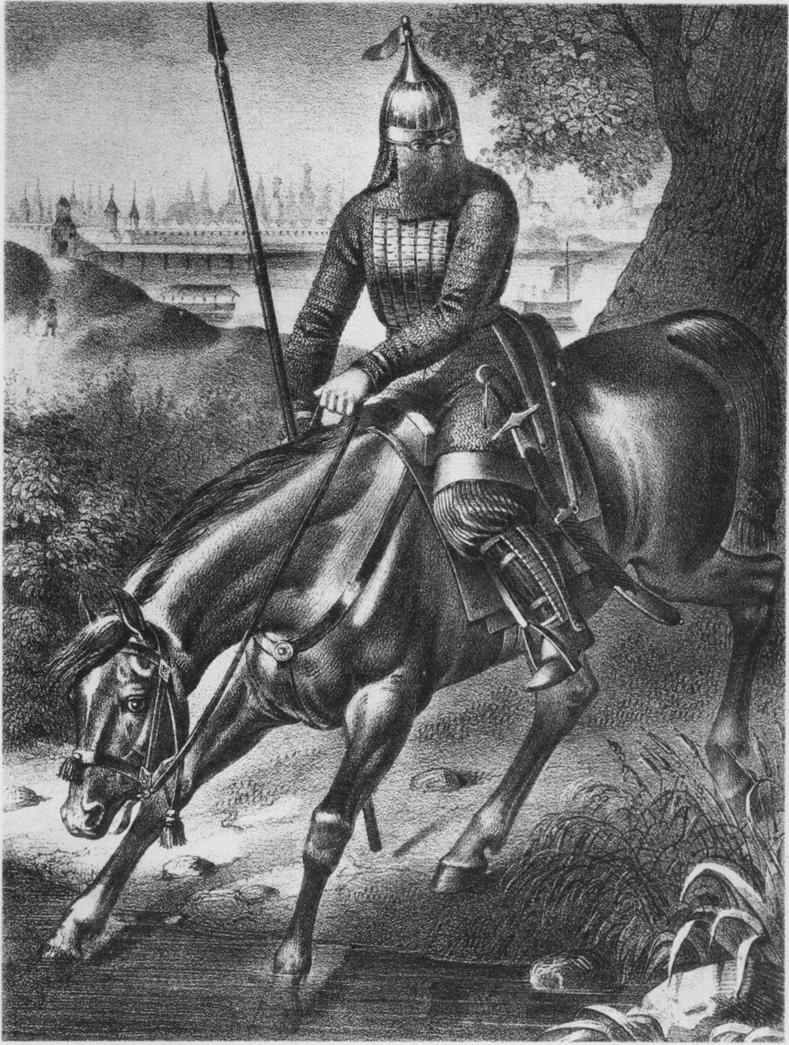
Cavalier russe.

### Prélude
Une grande armée est rassemblée en préparation de la campagne. Quelque 7 311 cavaliers et 6 519 mercenaires d'infanterie sont recrutés dans le royaume de Pologne, tandis que le grand-duché de Lituanie mobilise 1 445 cavaliers et 2 530 mercenaires d'infanterie. Les mercenaires étaient regroupés en unités selon leur origine (hongroise, allemande ou polonaise). Les mercenaires hongrois décident de rester après la campagne, formant des unités de heiduques. À cela s'ajoutent les troupes recrutées par et parmi les aristocrates, portant le nombre de soldats polono-lituaniens à un total de 41 914 hommes (22 975 de Lituanie et 18 739 de Pologne). La majorité de cette force, soit 71% des soldats, était des cavaliers ; les mercenaires représentaient environ 41% de cette armée. Des régiments issus de la levée paysanne, ainsi que des cosaques ukrainiens, faisaient également partie de cette armée. L'armée de Báthory se composait de soldats polonais, lituaniens, hongrois, valaques, bohémiens et allemands, en plus de la brigade sicule de Mózes Székely.

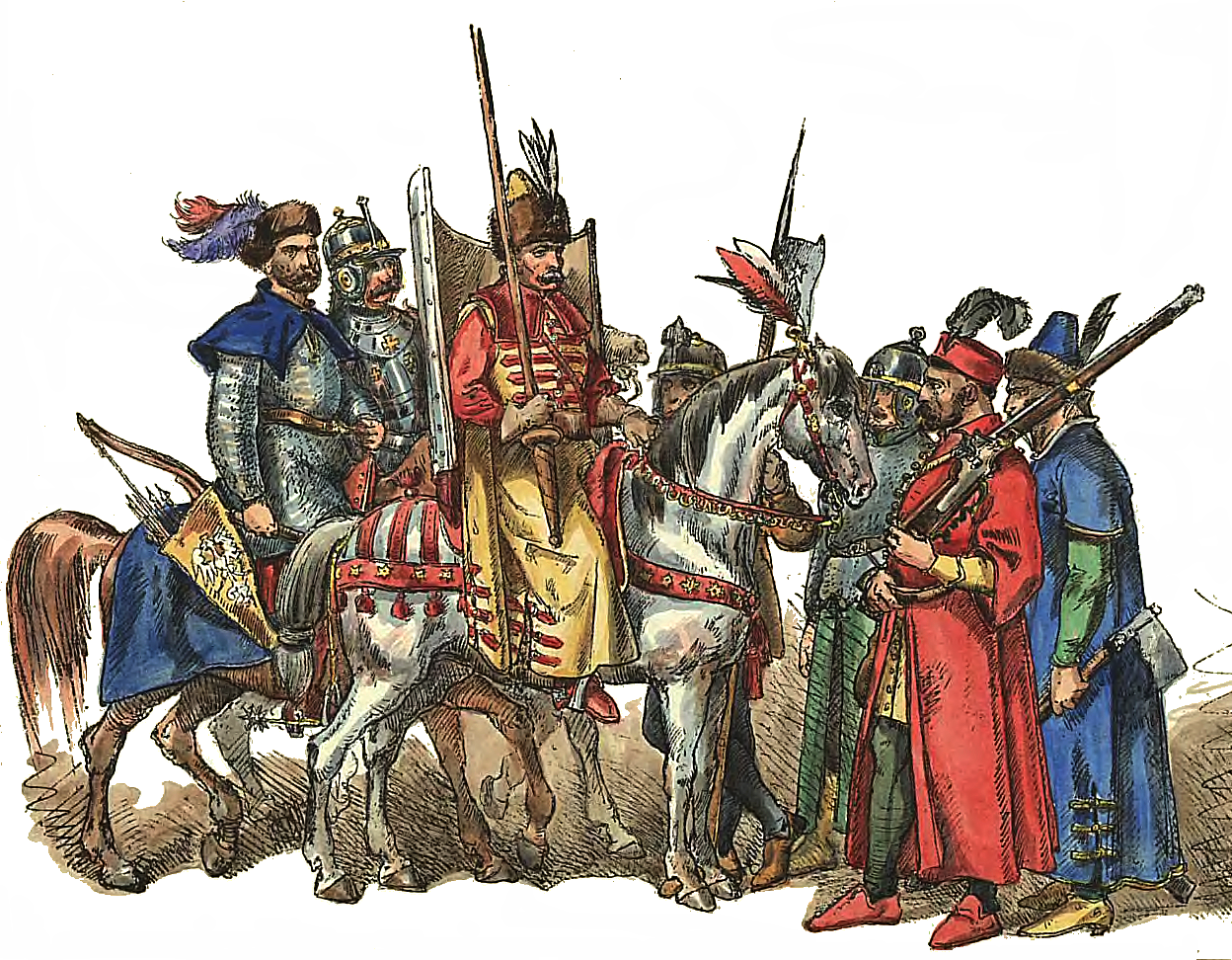
Soldats polono-lituaniens.

### La campagne
Báthory était le commandant suprême de l'armée principale (plus de 40 000 hommes) ; il avait différents commandants sous ses ordres, pour les différentes parties de son armée :
- La noblesse lituanienne était dirigée par Mikalojus Radvila Rudasis ;
- Les mercenaires embauchés par la Lituanie étaient commandés par Kristupas Radvila Perkūnas ;
- Les mercenaires allemands étaient sous le commandement de Krzysztof Rozdrażewski ;
- Les mercenaires hongrois étaient dirigés par Gáspár Bekes ;
- La garde royale était dirigée par Janusz Zbaraski ;
- Et le reste se trouvait sous le commandement de Mikolaj Mielecki[3].

Les soldats lituaniens hésitaient à suivre les ordres donnés par les commandants polonais et installaient leurs propres camps militaires à l'écart des Polonais, prenaient des décisions militaires de manière autonome, parfois au détriment de l'effort de guerre commun. En d'autres termes, l'armée n'avait pas de système de commandement centralisé.
Ainsi débute la deuxième campagne de Báthory. L'armée avance sur Polotsk. Le siège (en) commence le 11 août, et la ville se rend le 29. L'armée polono-lituanienne capture également les 8 châteaux occupés par la Russie dans la région (Sokol, Nescherda, Susha, Krasnae, Turovlia, Sitna, Kaz'jany, Usviaty). Les forces polono-lituaniennes reprennent ensuite leur offensive l'année suivante, lors de la troisième campagne de Báthory, assiégeant (en) Velikié Louki le 29 août et prenant la ville le 5 septembre. Une bataille de cavalerie eut lieu le 20 septembre (en) près de Toropets, qui se termine par une nouvelle victoire de la Pologne-Lituanie. Les Polono-Lituaniens capturent ensuite Velij et Nevel.

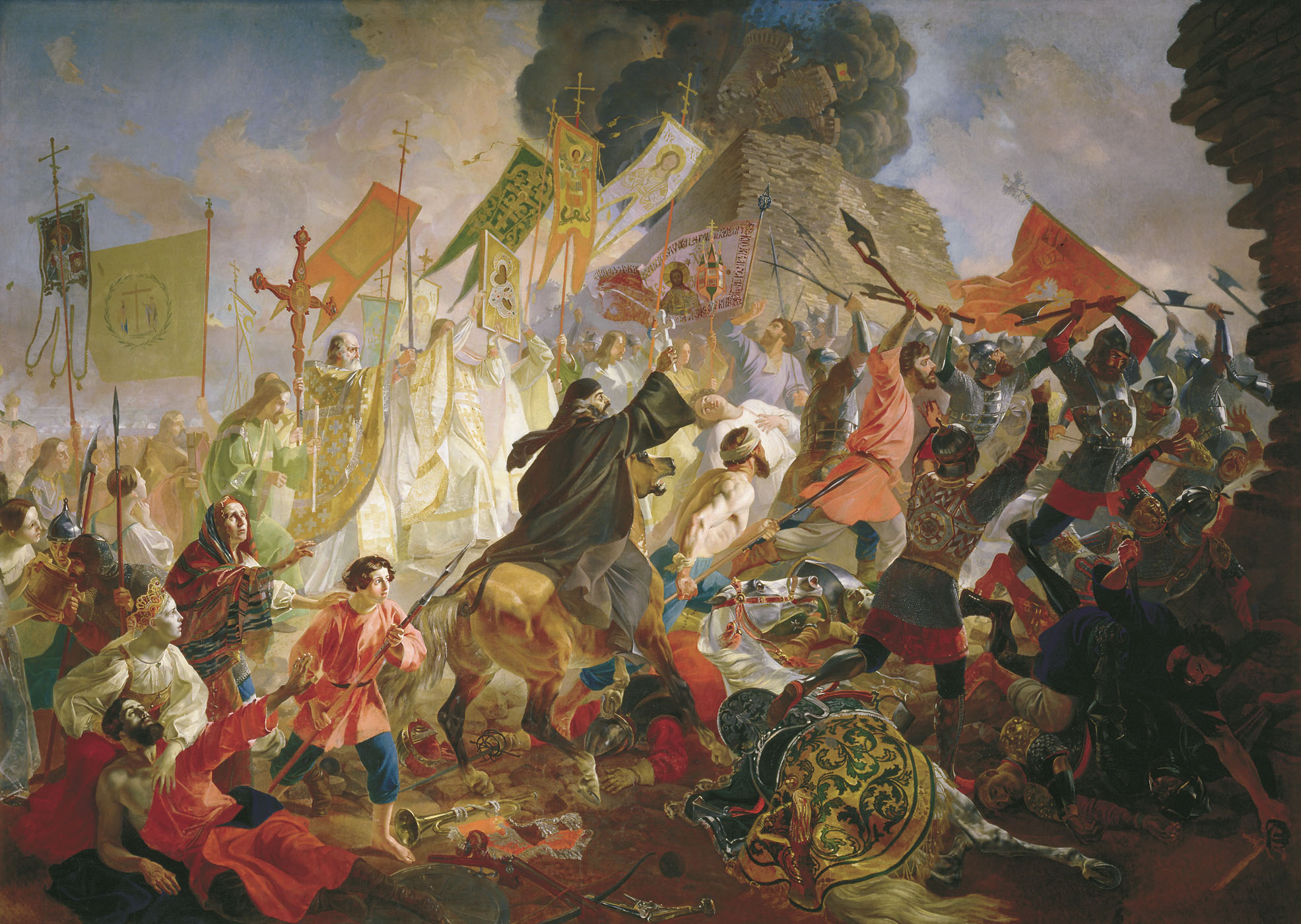
Le Siège de Pskov, le dernier tableau (inachevé) de Karl Brioullov ; le siège du point de vue russe...

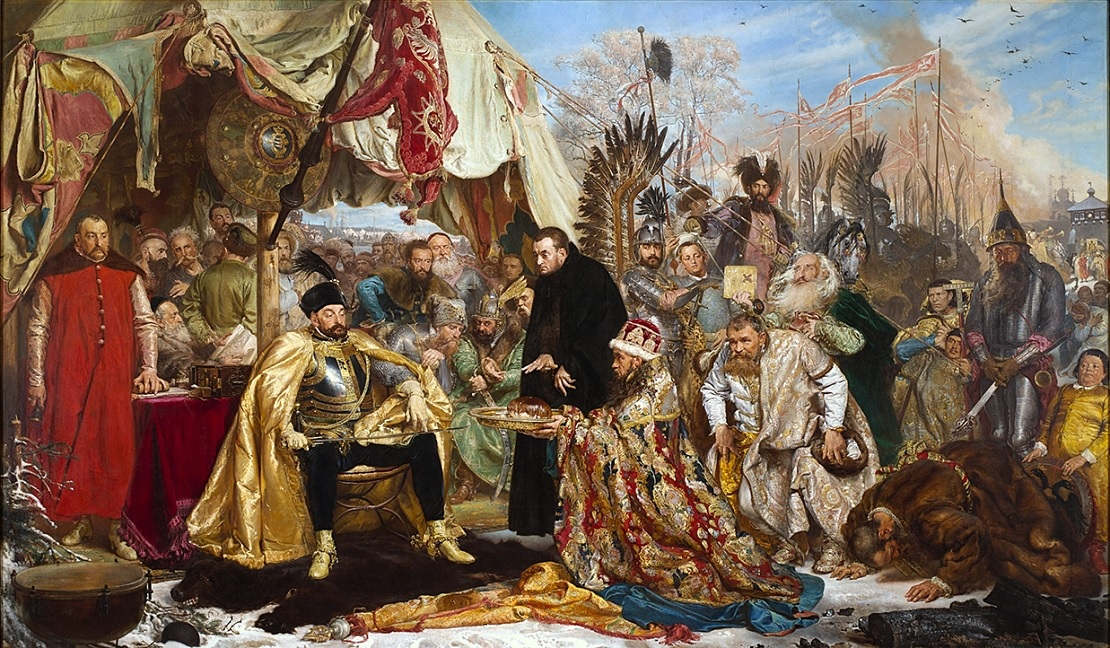
...et le siège du point de vue polonais : Báthory à Pskov, de Jan Matejko.

## Événements de 1581-1582
La dernière phase de la guerre tourne autour du siège de Pskov mené par les forces polonaises. Báthory ne réussit pas à prendre la ville, mais les Russes, confrontés à la menace grandissante de la Suède (les Suédois ont pris Narva en 1581), décident de cesser les combats et signent un traité de trêve favorable à la Pologne,.

## La trêve de Jam Zapolski
La trêve, signée en 1582 pour 10 ans, est favorable à la Pologne, qui y regagne le duché de Livonie et conserve Velij et Polotsk. La Russie recouvre en revanche Velikié Louki,. La trêve consacre néanmoins son échec à retrouver l'accès à la mer Baltique.
La période de paix entre la Pologne et la Russie prend fin en 1605, lorsque les Polonais envahissent la Russie.